# Classe Sleipner (corvetta)
Le navi della classe Sleipner sono una serie di corvette antisommergibile che hanno prestato servizio presso la marina militare norvegese dal 1965 al 1993.

## Storia
La costruzione della corvette della classe Sleipner venne ordinata come parte del piano di potenziamento della flotta norvegese emesso nel 1960. Si prevedeva la costruzione di cinque unità, che a causa di problemi economici furono ridotte a due, Sleipner e Æger. La prima unità, designata P-950 Sleipner, fu importata presso il cantiere navale Nylands Mekaniske Verksted di Oslo nel 1963, varata il 9 novembre dello stesso anno, ed entrò in servizio il 29 aprile 1965. La seconda unità, designata P-951 Æger, fu importata presso il cantiere navale Aker Mekaniske Verksted di Oslo nel 1964, varata il 24 settembre 1965, ed entrata in servizio il 31 marzo 1967.

## Caratteristiche tecniche
Le unità classe Sleipner erano lunghe 69,33 m, larghe 7,90 m, e con un pescaggio di 2,50 m. Il dislocamento era di 803 tonnellate a pieno carico. L'apparato propulsore era composto da  4 motori diesel MTU che agivano su due assi. La potenza erogata era pari a 9.000 bhp (6.711 kW), che permetteva di raggiungere una velocità massima di 20 nodi. L'autonomia massima di 2.200 miglia nautiche alla velocità di 14 nodi. L'armamento era composto da un cannone d.s. Mk.34 calibro 76/50 mm, un cannoni antiaereo Bofors calibro 40/70 mm, 1 lanciarazzi antisommergibile a 6 canne  Kongsberg Terne III Mk.8 cal.210 mm, 2x3 tls. a.s. Mk 32 per siluri antisommergibile Alliant Techsystems Mk 46, e 1 lanciabombe a.s con sei cariche di profondità. La dotazione elettronica comprendeva un radar di ricerca di superficie Decca TM-1226, 1 radar di navigazione Decca  202, sistemi optronici di controllo del fuoco Phillips TVT-300, e 1 sonar di scafo Thomson-CSF TM 2633 Spherion. L'equipaggio della nave era composto da 61 tra ufficiali, sottufficiali e marinai.

## Impiego operativo
All'atto della loro entrata in servizio entrambe le unità erano dotata di sonar di scafo di origine americana Edo AN/SQS-36. Nel corso del 1972 entrambe le unità furono sottoposte a un programma di aggiornamento con l'installazione di nuovi sistemi d'arma per la lotta antisottomarina, vertenti su 2 impianti tripli Mk 32 per siluri antisommergibile Alliant Techsystems Mk 46, e ricevettero i nuovi distintivi ottici di F-310 e F-311.
Nel corso degli anni ottanta del XX secolo le due unità furono utilizzate principalmente come navi da addestramento, anche se mantennero le loro piene capacità operative per ricoprire il ruolo di navi scorta in caso dello scoppio di una guerra. Tra il 1988 e il 1989 le due navi furono sottoposte ad un nuovo programma di aggiornamento riguardante l'installazione di un sonar Thomson-CSF TM 2633 Spherion al posto dello Edo AN/SQS-36 e la sostituzione del sistema di controllo del fuoco delle armi installate Mk.63 con dei sistemi optronici Phillips TVT-300. La F-310 Sleipner e la F-311 Æger vennero entrambe radiate nel 1993, con la Sleipner affondata come nave bersaglio  con un siluro (tipo svedese TP613) nel corso di una esercitazione di tiro tenutasi nel Vestfjord nel giugno 2002.

## Unità
| Nome     | Pennant number | Stato    | Cantiere navale                    | Impostazione | Varo              | Ingresso in servizio | Radiazione |
| -------- | -------------- | -------- | ---------------------------------- | ------------ | ----------------- | -------------------- | ---------- |
| Sleipner | F-310          | demolita | Nylands Mekaniske Verksted di Oslo | 1964         | 9 novembre 1963   | 29 aprile 1965       | 1993       |
| Æger     | F-311          | demolita | Aker Mekaniske Verksted di Oslo    | 1964         | 24 settembre 1965 | 31 marzo 1967        | 1993       |

### Fonti
1. 1 2 3 4  Prézelin, Baker 1990, p. 403.
2. 1 2 3 4 5  Gardiner, Chumbley 1995, p. 293.
3. 1 2  Moore 1985, p. 370.
4. 1 2 3 4 5 6 7  Seaforce.
5. ↑  Grove 1990, p. 107.